# 弗雷澤鎮區 (明尼蘇達州馬丁縣)
弗雷澤鎮區（英語：Fraser Township）是位於美國明尼蘇達州馬丁縣的一個行政鎮區，得名自當地的早期定居者亞伯拉罕·N·弗雷澤（Abraham N. Fraser）。

## 地方資料
弗雷澤鎮區的面積為94.82平方千米，當中陸地面積為94.21平方千米，而水域面積為0.61平方千米。根據2020年美國人口普查的數據，當地共有人口271人，而人口密度為每平方千米2.86人。